# Autódromo de Sóchi
O Autódromo de Sóchi é um circuito para provas de desportos motorizados, localizado na cidade-resort de Sóchi, nas proximidades das montanhas nevadas do Cáucaso e do mar Negro, no Krai (Território) de Krasnodar, na Rússia.
Foi palco do Grande Prêmio da Rússia de Fórmula 1 de 2014 a 2021, e também o seria em 2022, porém devido à Invasão da Ucrânia pela Rússia em 2022 a FIA anunciou o cancelamento do Grande Prêmio. Se tal não tivesse ocorrido, o Grande Prêmio da Rússia a partir de 2023 seria disputado no autódromo Igora Drive.

## Pista

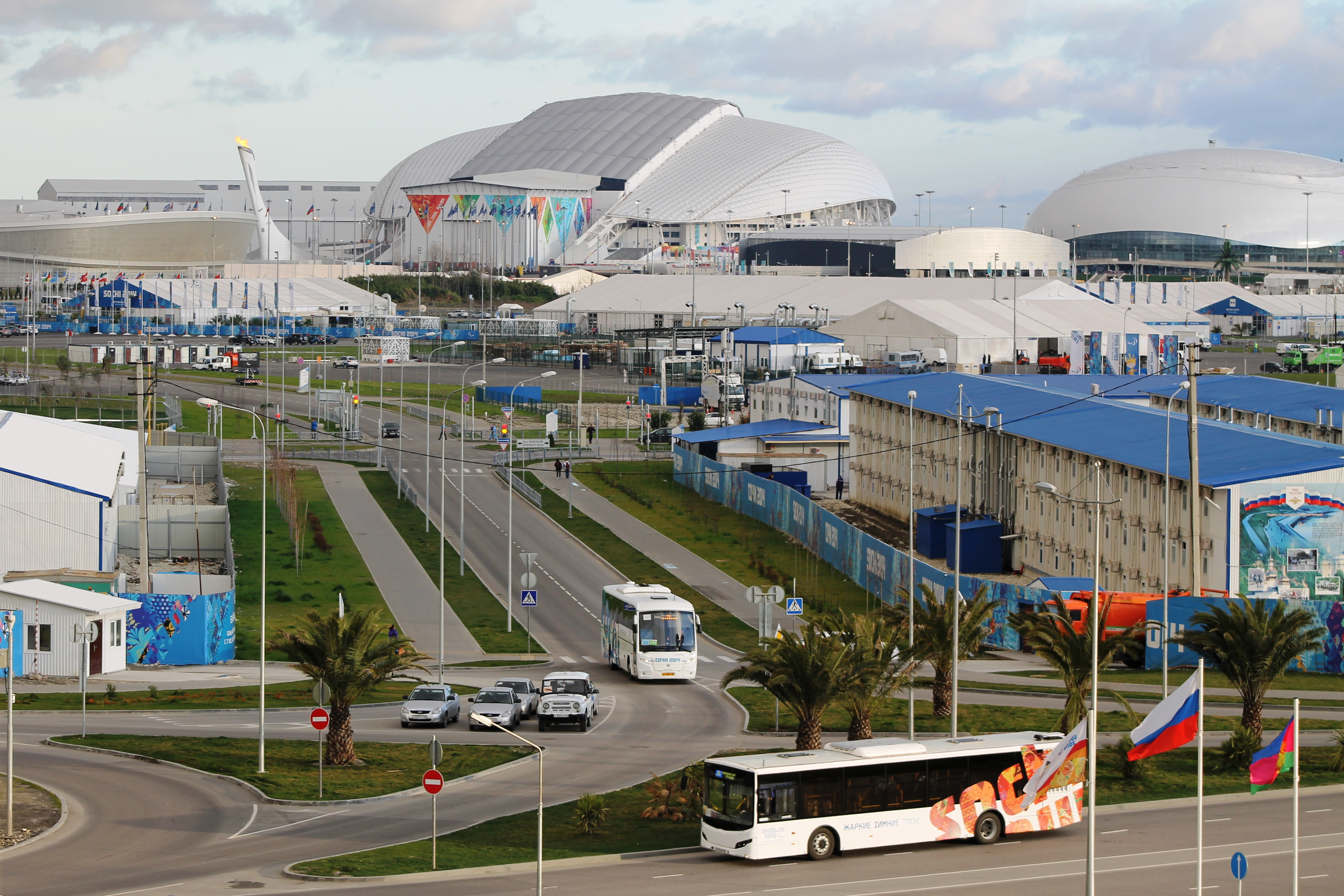
Parque Olímpico de Sóchi

Desenhado por Hermann Tilke, o autódromo, que aproveita a estrutura de transportes da Olimpíada, foi terminado depois da realização dos Jogos de Inverno de 2014.
A pista está integrada no Parque Olímpico e passa entre os pistas de gelo cobertados dos Jogos Olímpicos de Inverno de 2014. A corrida de estreia foi realizada em 12 de outubro de 2014. Tem um estilo de circuito de rua, possuindo semelhanças com os circuitos de Valência e Singapura. A pista tem 5.848 km de comprimento, 19 curvas e permite velocidade máxima aproximada de 320 km/h. A largura da pista varia de 13 metros em seu ponto mais estreito até 15 metros na linha de partida e de chegada. O circuito, que é executado no sentido horário, é composto por 12 curvas de direita e 6 para a esquerda, e combina a alta velocidade e seções técnicas. É esperado que os carros de Fórmula 1 atinjam uma velocidade máxima de cerca 320 km/h na reta principal de 650 metros entre a  primeira e a  segunda curva, com uma velocidade média por volta de cerca de 215 km/h. As obras para preparar o circuito foram de cerca de US$ 195,4 milhões.
O autódromo foi concluída em agosto de 2014 e a aceitação técnica foi feita em 19 de agosto de 2014 pela FIA, que concedeu a licença final Grau 1. O contrato vai até 2022.
No GP de estreia, em 2014, o vencedor foi Lewis Hamilton. Muitos que assistiram e acompanharam a corrida disseram que ela foi póstuma. O Pódio foi composto por Lewis Hamilton, seguido de Nico Rosberg e Valtteri Bottas.
O recorde da volta mais rápida no Autódromo de Sóchi é de Lewis Hamilton em 2019, com o tempo de 1min 35s 761 milésimos.

## Vencedores
De 2014 a 2021, somente a Mercedes venceu em Sóchi.
| Ano  | Piloto          | Construtor | Resumo   |
| ---- | --------------- | ---------- | -------- |
| 2014 | Lewis Hamilton  | Mercedes   | Detalhes |
| 2015 | Lewis Hamilton  | Mercedes   | Detalhes |
| 2016 | Nico Rosberg    | Mercedes   | Detalhes |
| 2017 | Valtteri Bottas | Mercedes   | Detalhes |
| 2018 | Lewis Hamilton  | Mercedes   | Detalhes |
| 2019 | Lewis Hamilton  | Mercedes   | Detalhes |
| 2020 | Valtteri Bottas | Mercedes   | Detalhes |
| 2021 | Lewis Hamilton  | Mercedes   | Detalhes |